# (6539) Nohavica
(6539) Nohavica es un asteroide perteneciente al cinturón de asteroides, región del sistema solar que se encuentra entre las órbitas de Marte y Júpiter, descubierto el 19 de agosto de 1982 por Zdeňka Vávrová desde el Observatorio Kleť, České Budějovice, República Checa.

## Designación y nombre
Designado provisionalmente como 1982 QG. Fue nombrado en honor de Jaromír Nohavica (nacido en 1945), cantante, poeta y compositor checo.

## Características orbitales
Nohavica está situado a una distancia media del Sol de 2,659 ua, pudiendo alejarse hasta 3,196 ua y acercarse hasta 2,123 ua. Su excentricidad es 0,202 y la inclinación orbital 2,267 grados. Emplea 1584,01 días en completar una órbita alrededor del Sol.

## Características físicas
La magnitud absoluta de Nohavica es 14,25. Tiene 8,641 km de diámetro y su albedo se estima en 0,078. 